# Font (Cabrera de Mar)
La Font és una obra de Cabrera de Mar (Maresme) inclosa a l'Inventari del Patrimoni Arquitectònic de Catalunya.

## Descripció
Estructura esglaonada de pedra, al centre de la qual hi ha una concavitat formant un arc dovellat, decorada amb rajoles formant rombes que combinen el color verd i el groc pàl·lid. A la banda lateral esquerra hi ha esculpit un cap de lleó de la boca del qual brolla l'aigua que va a parar al pedrís que fa de pica. Incrustat al fons de la paret enrajolada hi ha l'escut de cabrera, amb la muntanya del castell de Burriac i la cabra.